# 160 Una
160 Una este un asteroid din centura principală, descoperit pe 20 februarie 1876, de Christian Peters.